# ピリオドらじお
『ピリオドらじお』は、音泉にて配信されていたインターネットラジオ番組。Littlewitchより発売されたアダルトゲーム『ピリオド』の関連番組でもあり、同作品に声で出演したまきいづみ（沢渡 琴役）と大波こなみ（小石川 小羽役）がパーソナリティを務める。

## 番組概要
- 配信期間：2007年8月17日（プレ放送）・2007年9月7日〜11月30日（本放送）
- 配信サイト（配信日）：音泉（金曜日）
- 収録時間：約40分
- スポンサー：Littlewitch
- パーソナリティ：まきいづみ、大波こなみ

## コーナー
- フリートーク＆ふつおた
- 琴のお悩み相談室
- みんなの学校自慢
- リトルウィッチ写真館
- 琴先生の今週の占い

## エピソード
- プレ放送の『琴のお悩み相談室』で、音泉の他番組で司会をする荻原秀樹から「レギュラーラジオ2本（ねぶら・ほめられてのびるらじおPP）の相方が強烈で…」というお悩みメールと、風音＆みるから「ピリオド出演のオファーがないんですが…」というお悩みメールが紹介されたが、前者はメールを読み上げる途中で中止され、後者は適当にあしらわれた。
- 東京ばな奈を食べながら牛乳を飲むまきを見て過剰に反応してしまう(第3回)など、番組内での大波はエロキャラが定着していた。

## ゲスト
- #8、#9：倉田まりや（河崎 幸奈役）
- #10、#11：一色ヒカル（水原 つづみ役）